# البطولات الوطنية الأمريكية 1914 (كرة مضرب)
قائمة بالأبطال في 1914 البطولات الوطنية الأمريكية لكرة المضرب (المعروفة الآن باسم أمريكا المفتوحة):

## الكبار

### فردي رجال
ر. نوريس ويليامز هزم  ماورايس ماكلوجلين 6-3 8-6 10-8

### فردي سيدات
ماري براوني هزم  ماري وانجر 6-2, 1-6, 6-1